# Зинтель, Зыгмунт
Зыгмунт Зинтель (пол. Zygmunt Zintel; 2 апреля 1911 — 30 сентября 1990) — польский актёр театра и кино.

## Биография
Зыгмунт Зинтель родился 2 апреля 1911 года в Варшаве. Дебютировал в любительском театре в 1929. Актёрское образование получил в государственной театральной школе в Варшаве, которую окончил в 1937 году. Актёр театров в разных городах (Львов, Познань, Варшава, Лодзь).
Умёр 30 сентября 1990 года в Лодзи.

## Избранная фильмография
- 1949 — Чёртово ущелье / Czarci żleb — контрабандист
- 1953 — Солдат Победы / Żołnierz zwycięstwa — советский солдат
- 1954 — Поколение / Pokolenie — мастер Зярно
- 1954 — Недалеко от Варшавы / Niedaleko Warszawy — рабочий
- 1954 — Автобус отходит в 6.20 / Autobus odjeżdża 6:20 — работник отдела кадров
- 1955 — Три старта / Trzy starty — Карась
- 1956 — Необыкновенная карьера / Nikodem Dyzma — Игнаций, пианист
- 1956 — Тень / Cień — извозчик
- 1956 — Человек на рельсах / Człowiek na torze — Витольд Салата
- 1956 — Зимние сумерки / Zimowy zmierzch — Крывка
- 1957 — Ева хочет спать / Ewa chce spać — майор Пентка
- 1957 — Шляпа пана Анатоля / Kapelusz pana Anatola — шляпник
- 1958 — Галоши счастья / Kalosze szczęścia — Юзеф Крулик, фотограф
- 1958 — Маленькие драмы / Małe dramaty — мужчина
- 1958 — Король Матиуш I / Król Macius I  — стражник у королевского дворца (нет в титрах)
- 1959 — Загадочный пассажир / Pociąg — пассажир, страдающий от бессонницы
- 1960 — Счастливчик Антони / Szczęściarz Antoni — проводник в поезде
- 1960 — Пиковый валет / Walet pikowy — детектив
- 1961 — Мать Иоанна от ангелов / Matka Joanna od Aniołów — Винцент Володкович
- 1963 — Где генерал? / Gdzie jest generał... — штурмбаннфюрер Хойлингер
- 1963 — Почтенные грехи / Zacne grzechy — Матеуш, корчмарь
- 1964 — Барышня в окошке / Panienka z okienka — курьер судьи
- 1965 — Всегда в воскресенье / Zawsze w niedzielę — мастер на фабрике фортепьяно
- 1965 — Остров преступников / Wyspa złoczyńców — Коляса, проводник
- 1965 — Капитан Сова идёт по следу / Kapitan Sowa na tropie (телесериал)  — Эрнест Мальчик (только в 7-й серии)
- 1966 — Ад и небо / Piekło i niebo — кинорежиссёр
- 1967 — Зося / Zosia — старик Стефан
- 1967 — Невероятные приключения Марека Пегуса / Niewiarygodne przygody Marka Piegusa (телесериал) — Ипполлит Квасс, детектив
- 1967 — Ставка больше, чем жизнь / Stawka większa niż życie (телесериал) — Вильгельм Шенк (только в 17-й серии)
- 1968 — Клуб профессора Тутки / Klub profesora Tutki (телесериал) — официант (только в 7-й серии)
- 1969 — Приключения канонира Доласа, или Как я развязал Вторую мировую войну / Jak rozpętałem II wojnę światową — отец Себастьян
- 1970 — Доктор Эва / Doktor Ewa (телесериал) — Куна, фельдшер (только в 2-й серии)
- 1972 — Спасение / Ocalenie — пациент
- 1973 — Дорога / Droga (телесериал) — охранник
- 1973 — Чёрные тучи / Czarne chmury (телесериал) — шляхтич (только в 6-й серии)
- 1974 — Семь сторон мира / Siedem stron świata (телесериал) — сторож (только в 7-й серии)
- 1974 — Сколько той жизни / Ile jest życia (телесериал) — начальник (только в 1-й серии)
- 1974 — Весна, пан сержант! / Wiosna panie sierżancie — Пастурчик
- 1975 — Ночи и дни / Noce i dnie — Лялицкий, бывший администратор в Сербинове
- 1977 — Кукла / Lalka (телесериал) — адвокат (в 4-й и 7-й серии)
- 1978 — Семья Поланецких / Rodzina Połanieckich (телесериал) — врач на дуэли (только в 4-й серии)
- 1980 — Карьера Никодима Дызмы / Kariera Nikodema Dyzmy (телесериал) — корчмарь (в 1-й и 5-й серии)
- 1980 — Семья Лесьневских / Rodzina Leśniewskich — Александр, сосед с собакой
- 1982 — Да сгинет наваждение / Niech cię odleci mara — Похутек, производитель гробов
- 1982 — Пепельная среда / Popielec — Хнат
- 1984 — Марыня / Marynia — врач на дуэли
- 1985 — Медиум / Medium — архивист Краузе